# هوارد ألبير
هوارد ألبير هو كيميائي كندي، ولد في 17 أكتوبر 1941 في مونتريال في كندا.